# Christian Breuer (Eisschnellläufer)
Christian Breuer (* 3. November 1976 in Krefeld) ist ein ehemaliger deutscher Eisschnellläufer. Er ist Polizeioberkommissar in der deutschen Bundespolizei und Diplom-Verwaltungswirt (FH).
Christian Breuer ist in den vergangenen Jahren 15 Mal Deutscher Meister geworden und hat insgesamt 16 deutsche Rekorde aufgestellt. Er ist insgesamt ca. 90 mal bei Weltcups gestartet und belegte in der Saison 2000/01 in Den Haag über 1500 m den dritten Platz (bestes Ergebnis). Im Jahr 1999 holte er sich in Calgary den Weltrekord im Kleinen Viergang (500 m, 3000 m, 1500 m und 5000 m).
Im Jahr 1998 belegte bei den Olympischen Spielen in Nagano Platz 20 über 500 m, Platz 16 über 1000 m und den 9. Platz über 1500 m. Vier Jahre später belegte er in Salt Lake City den 26. Platz über 500 m und über 1000 m den 30. Platz. Aufgrund eines Sturzes konnte er seinen Lauf über 1500 m nicht beenden. Für die Olympischen Spiele 2006 in Turin war er qualifiziert, konnte dann aber aufgrund einer Verletzung nicht teilnehmen.
Nach der Saison 2005/06 beendete Christian Breuer seine Karriere. Von 2004 bis 2011 war er Aktivensprecher der Deutschen Eisschnelllauf-Gemeinschaft. 2006 wurde er darüber hinaus Mitglied im Beirat der Aktiven des DOSB und ein Jahr später dessen Vorsitzender (Athletensprecher). Dieses Amt, das auch die Mitgliedschaft im Präsidium des DOSB beinhaltete, übte er bis zum September 2016 aus.
Breuer ist außerdem Athletenbotschafter der Entwicklungshilfeorganisation Right to Play.

## Eisschnelllauf-Weltcup-Platzierungen
| Platzierung    | 100 m | 500 m | 1000 m | 1500 m | 5000 m | 10.000 m | Massenstart | Team |
| -------------- | ----- | ----- | ------ | ------ | ------ | -------- | ----------- | ---- |
| 1. Platz       |       |       |        |        |        |          |             |      |
| 2. Platz       |       |       |        |        |        |          |             |      |
| 3. Platz       |       |       |        | 1      |        |          |             |      |
| 4. – 10. Platz |       |       | 1      | 13     | 1      |          |             | 3    |